# Соколов, Нафанаил Петрович
Нафанаил Петрович Соколов (1818—1881) — профессор Казанской духовной академии, действительный статский советник.

## Биография
Родился в 1818 году в семье священника саратовской епархии города Кузнецка. После окончания Саратовской духовной семинарии, учился в Московской духовной академии (1838—1842) и 28 сентября 1842 года был определён на кафедру истории философии в Казанскую духовную академию. Лекции читал густым басом, а из-за своего огромного роста служил в академии неистощимым предметом для разных шуток и весёлых рассказов. Также сначала он в течение полутора лет преподавал в академии французский язык и с 1843 года был секретарём строительного комитета, а затем — секретарём во внутреннем академическом правлении; с 1852 года стал ещё и секретарём Конференции академии.
В 1847 году он стал экстраординарным профессором, в 1850 — ординарным. С 1847 года он занимал, вместо уехавшего в Москву Смирнова-Платонова, кафедру философских наук и читал лекции по курсу своего предшественника. С 1854 по 1858 годы ему пришлось читать лекции и по философии, и по истории философии.
В 1855 году он оставил канцелярскую секретарскую деятельность и в этом же году стал казначеем редакции «Православного собеседника», а в 1857 году стал делопроизводителем редакции.
В апреле 1870 года он первым в Казанской духовной академии достиг чина действительного статского советника, чуть ранее получив орден Св. Анны 2-й степени (1868).
С 10 января 1873 года по 2 мая 1874 года был в отставке; затем был причислен к канцелярии Обер-прокурора синода сверх штата.
Умер в 1881 году.

## Сочинения
- «Взгляд на философию Гегеля» (Православный собеседник. — 1861)
- «Соглашение евангельских сказаний о пасхе» (Православный собеседник. — 1861).